# Paroecus celebensis
Paroecus celebensis là một loài bọ cánh cứng trong họ Cerambycidae.